# University of Iowa

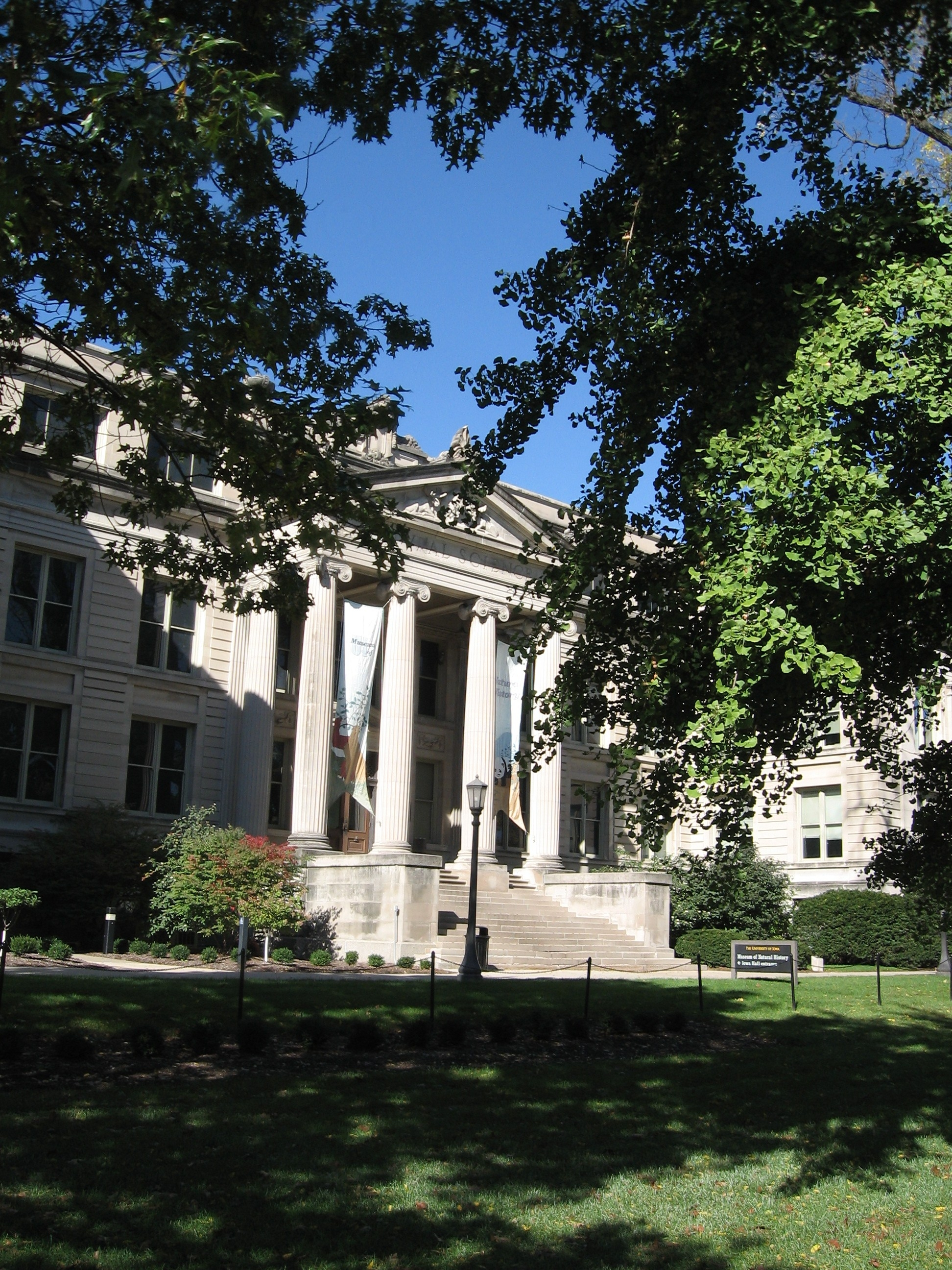
Iowa Hall, Museum of Natural History, University of Iowa

Die University of Iowa ist eine staatliche Forschungsuniversität, deren 7,7 km² großer Campus in Iowa City im US-Bundesstaat Iowa liegt. An der Universität waren im Herbst 2020 insgesamt 30.318 Studierende eingeschrieben, die von 2.875 Dozenten betreut wurden. Sie ist die größte Hochschule in Iowa. Im Jahr 2020 war ihr Stiftungsvermögen 2,53 Milliarden US-Dollar wert. Die Universität ist eines von 60 gewählten Mitgliedern in der prestigeträchtigen Association of American Universities und gehört zu den besten staatlichen Universitäten, den sogenannten Public Ivy.

## Geschichte
Die State University of Iowa wurde am 25. Februar 1847 als Iowas erste Institution höherer Ausbildung gegründet, nur 59 Tage nachdem Iowa ein Bundesstaat wurde. Trotz ihres ursprünglichen Namens ist sie nicht mit der Iowa State University zu verwechseln.
Die ersten Vorlesungen wurden 1855 gehalten. Im September 1855 zählte die Universität 124 Studenten, von denen 41 Frauen waren. Sie war die erste staatliche Universität in den USA, welche Männer und Frauen gleichberechtigt zuließ. Zugleich war sie die erste Universität der Welt, welche die kreative Arbeit im Theater, im Schreiben, in der Musik und in der Kunst gleichberechtigt mit der akademischen Forschung anerkannte.
Sie leistete wichtige Pionierarbeit in der Gleichberechtigung der Frauen und Afro-Amerikanern. Die Historikerin Lulu Johnson, welche als erste Schwarze Frau an der University of Iowa promovierte, wurde vom Board of Supervisors des Jefferson County im Jahr 2020 zur neuen Namensstifterin erklärt; der County, in welchem sich Iowa City und damit auch der Campus der Universität befindet, trägt somit ihren Namen.

## Zahlen zu den Studierenden
Im Herbst 2020 waren 30.318 Studierende an der Universität eingeschrieben. Davon strebten 22.304 (73,6 %) ihren ersten Studienabschluss an, sie waren also undergraduates. Von diesen waren 55 % weiblich und 45 % männlich; 5 % bezeichnete sich als asiatisch, 3 % als schwarz oder afroamerikanisch und 8 % als Hispanic/Latino. 8.014 (26,4 %) arbeiteten auf einen weiteren Abschluss hin, sie waren graduates.

## Sport
Die University of Iowa ist Mitglied der Big Ten Conference im Hochschulsport. Ihre Sportteams nennen sich Iowa Hawkeyes. Die offiziellen Schulfarben sind Schwarz und Gold.

## Persönlichkeiten

### Professoren
- William Emerson Bull (1909–1972) – Hispanist
- António Damásio (* 1944) – Neurologe
- Robert Forsythe (* 1949) – Ökonom
- Eugene Allen Gilmore (1871–1953) – Rechtswissenschaftler, Präsident der Universität
- Moltke S. Gram (1938–1986) – Philosoph
- Óscar Hahn (* 1938) – Literaturwissenschaftler und Hispanist
- Kurt Lewin (1890–1947) – Psychologe
- David Morrell (* 1943) – Schriftsteller
- Marc Osiel – Jurist
- Ignacio Ponseti (1914–2009) – Mediziner
- Kristin Thelander (* 1954) – Musikerin
- James Van Allen (1914–2006) – Physiker
- Grant Wood (1891–1942) – Künstler

### Absolventen
Kunst, Kultur und Unterhaltung
- Clark Blaise (* 1940) – Schriftsteller
- T. C. Boyle (* 1948) – Schriftsteller
- Tom Brokaw (* 1940) – Fernsehmoderator NBC (Nachrichten)
- Elizabeth Catlett (1915–2012) – Künstlerin
- Michael Cunningham (* 1952) – Schriftsteller, Gewinner des Pulitzerpreises
- Rita Dove (* 1952) – Dichter
- John Irving (* 1942) – Schriftsteller
- Denis Johnson (1949–2017) – Schriftsteller
- Tracy Kidder (* 1945) – Schriftsteller
- Wendell Logan (1940–2010) – Jazzmusiker, Hochschullehrer und Komponist
- Nicholas Meyer (* 1945) – Filmregisseur (z. B. Star Trek)
- Terry O’Quinn (* 1952) – Schauspieler
- Troy L. Péwé (1918–1999) – Geologe und Glaziologe
- Charles Ray (* 1953) – Künstler (Gegenwartskunst)
- Brandon Routh (* 1979) – Schauspieler
- Jean Seberg (1938–1979) – Schauspielerin
- Sandy Skoglund (* 1946) – Fotografin und Installationskünstlerin
- Jane Smiley (* 1949) – Schriftstellerin, Gewinnerin des Pulitzerpreis
- W. D. Valgardson (* 1939) – kanadischer Schriftsteller, Gewinner des Books in Canada First Novel Award und des Ethel Wilson Fiction Prize
- Gene Wilder (1933–2016) – Schauspieler
- Tennessee Williams (1911–1983) – Schriftsteller, Gewinner des Pulitzerpreis
- Nicos Zographos (* 1931) – Industriedesigner

Politik und Recht
- Norm Coleman (* 1949) – Senator von Minnesota
- Parwiz Dawudi (1952–2024) – iranischer Politiker
- Jayaprakash Narayan (1902–1979) – indischer Politiker, Freiheitskämpfer
- Juanita Kidd Stout (1919–1998) – Richterin am US-Bundesgericht (erste Frau)
- John A. Hull (1874–1944) – US-amerikanischer Militärrichter
- Coleen Rowley (* 1954) – ehemalige FBI-Agentin & Whistleblowerin
- Mary Louise Smith (1914–1997) – ehemalige Parteivorsitzende der Republikanischen Partei

Sport
- Jonathan Babineaux (* 1981) – Footballspieler
- Caitlin Clark (* 2002) – Basketballspielerin
- Cooper DeJean (* 2003) – Footballspieler
- Tim Dwight (* 1975) – Footballspieler
- Ettore Ewen, bekannt als Big E (* 1986) – Wrestler
- Noah Fant (* 1997) – Footballspieler
- Luka Garza (* 1998) – Basketballspieler
- T. J. Hockenson (* 1997) – Footballspieler
- Lou Holtz (* 1937) – Footballtrainer
- Nate Kaeding (* 1982) – Footballspieler
- Alex Karras (1935–2012) – Footballspieler, Schauspieler
- Nile Kinnick (1918–1943) – Footballspieler
- George Kittle (* 1993) – Footballspieler
- Paul Krause (* 1942) – Footballspieler
- Paul Minick (1899–1978) – Footballspieler
- Keegan Murray (* 2000) – Basketballspieler
- Don Nelson (* 1940) – Basketballspieler und -trainer
- John Niland (* 1944) – Footballspieler
- Oran Pape (1904–1936) – Footballspieler, Polizist
- Ollie Sansen (1908–1987) – Footballspieler
- Eric Steinbach (* 1980) – Footballspieler

Wissenschaft
- Oswald Veblen (1880–1960) – Mathematiker
- Lulu Johnson (1907–1995) – Historikerin